# HD 29646
HD 29646，又名BD+28 680，SAO 76707、HR 1490，是一颗恒星，视星等为5.78，位于銀經172.02，銀緯-11.64，其B1900.0坐标为赤經4h 35m 4.1s，赤緯+28° -11.64′ 17″。